# إنديانابوليس 500 سنة 1993
سباق إنديانا بوليس -500 ميل 1993 أقيم في حلبة إنديانابوليس موتور سبيدواي في 30 مايو 1993 وفاز في السباق إيمرسون فيتيبالدي من فريق فريق بنسك بمتوسط سرعة 157.207 ميل/س (253.000 كم/س).
وكان أول المنطلقين آري لينديك بسرعة 223.967 ميل/س (360.440 كم/س).